# روندو ونتسیانو
روندو ونتسیانو (ایتالیایی: Rondò Veneziano) نام یک گروه ارکستر ایتالیایی است که تخصصش در زمینهٔ اجرای موسیقی باروک است، اما از ریتم‌های سبک راک هم با استفاده از سازهایی چون گیتار بیس، درامز و سینث‌سایزر در اجراهایشان استفاده می‌کنند.
رهبر ارکستر و آهنگساز اصلی این گروه موسیقی، استاد «جان پی‌یرو روربری» است. در سال‌های اخیر، استفاده از آلات موسیقی مدرن و آمیختن سبک‌های جاز و پاپ هم رنگ‌وبوی تازه و جذابی به آثار موسیقی کلاسیکی که اجرا می‌کنند، داده است.
نوازنده‌های این گروه در کنسرت‌ها و اجراهایشان به سبکِ باروک لباس می‌پوشند.
در ایتالیا، آلبوم نخست آن‌ها با نام روندو ونتسیانو (منتشرشده در سال ۱۹۸۰) به رتبه ۱ در جدول «جرمانو روشیتو» و رتبه ۳ در جدول موزیکا ئی دیسکی رسید. این آلبوم در آلمان نیز تا رتبه ۳۲ صعود کرد و بیش از ۵۰٬۰۰۰ نسخه در آن کشور فروش داشت. آلبوم لا سرنیسیما (۱۹۸۱) توانست رتبه ۱۰ را در جدول «جرمانو روشیتو» و رتبه ۸ را در جدول موزیکا ئی دیسکی کسب کند. آلبوم درگیری‌ها (۱۹۸۲) به رتبه ۱۵ در جدول «جرمانو روشیتو» و رتبه ۱۴ در موزیکا ئی دیسکی در ایتالیا رسید و در آلمان نیز در جایگاه ۳۳ قرار گرفت. آلبوم ونیتسیا ۲۰۰۰ (۱۹۸۳) به رتبه ۳ در جدول موزیکا ئی دیسکی در ایتالیا و رتبه ۲ در آلمان دست یافت. نسخه‌ای از قطعه «لا سرنیسیما» (تم اصلی آلبوم ونیز در خطر) در بریتانیا به‌صورت تک‌آهنگ منتشر شد و در اکتبر ۱۹۸۳ به رتبه ۵۸ جدول تک‌آهنگ‌های بریتانیا رسید. این قطعه در آن زمان به‌طور گسترده توسط شبکه بی‌بی‌سی به‌عنوان موسیقی متن برنامه هاسپیتال واچ مورد استفاده قرار گرفت. این آهنگ بعدتر در آلبوم بسیار موفق ونیز در خطر گنجانده شد؛ آلبومی که به‌عنوان بخشی از کمپین جهانی برای نجات ونیز از فرورفتن در تالاب منتشر شد. نسخه تجدید چاپ این آلبوم نیز در بریتانیا به رتبه ۳۴ دست یافت.